# تزلج بلوح الثلج

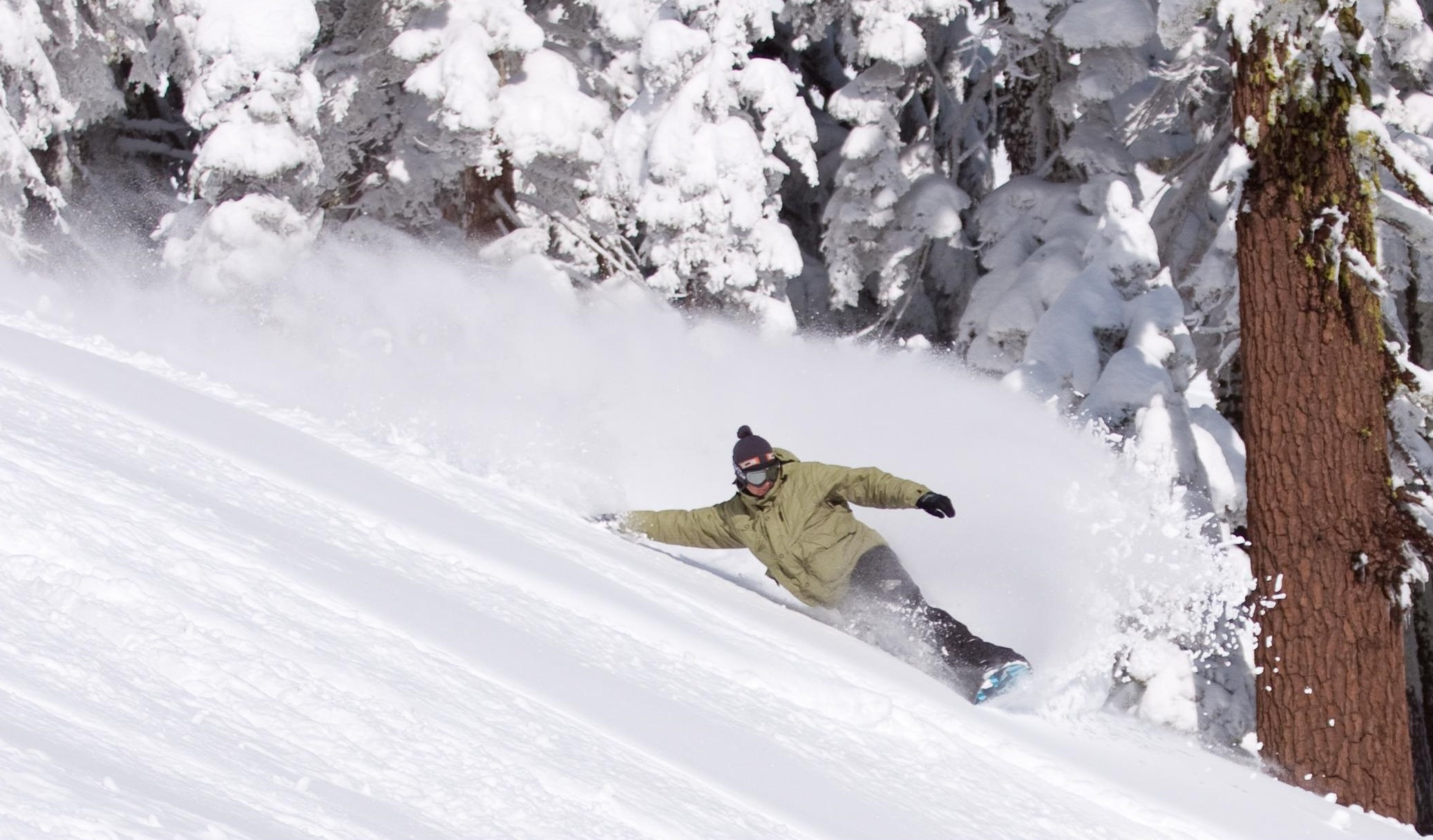
متزلج على الجليد يقوم بتغيير اتجاهه في الثلج الطازج

التزلج بلوح الثلج (بالإنجليزية: Snowboarding)‏ هو نشاط ترفيهي والرياضة الأولمبية الشتوية والبارالمبية التي تنطوي على نزول منحدر مغطى بالثلوج أثناء الوقوف على لوح الثلج الذي يعلق على أقدام المتسابق.
استلهم تطوير التزلج بلوح الثلج من ركوب الأمواج وركوب المزلجة والتزحلف. طوّر في الولايات المتحدة في الستينيات، وأصبحت رياضة أولمبية شتوية في ناغانو في عام 1998 وظهرت في نهاية المطاف في دورة الألعاب الأولمبية للمعاقين الشتوية في سوتشي في عام 2014. وصلت شهرتها (كما تم قياسها من خلال مبيعات المعدات) في الولايات المتحدة إلى ذروتها في عام 2007، وهي في انخفاض منذ ذلك الحين.

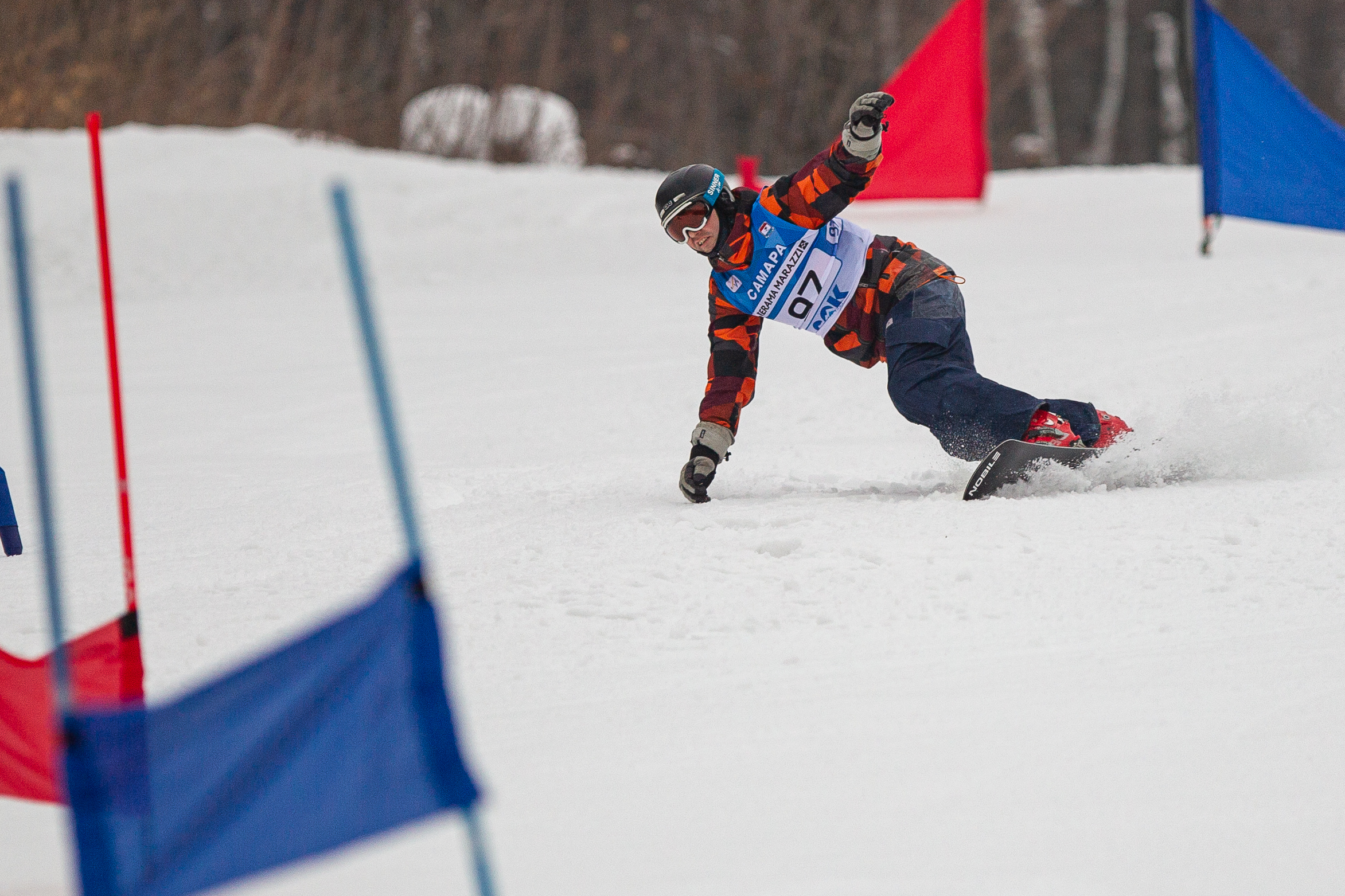
التزلج على الجليد الصلب في منتجع SOK للتزلج

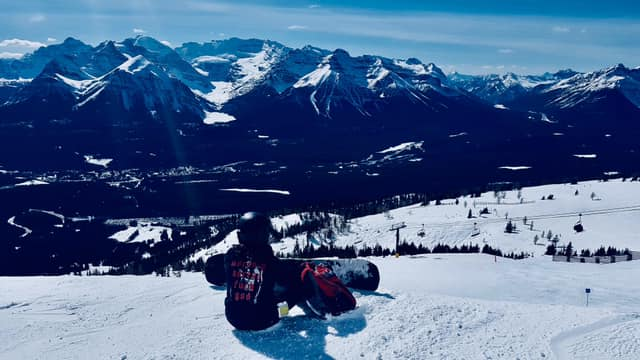
متزلج على الجليد يجلس على الثلج

## تاريخ اللعبة
بدأ لوح الثلج الحديث في عام 1965 عندما اخترع شيرمان بوبين وهو مهندس في موسكيغون بولاية ميشيغان لعبة لبناته من خلال ربط زلاجتين معًا وربط حبل في أحد طرفيه حتى يكون لديه بعض التحكم أثناء وقوفهما على اللوح والانزلاق على المنحدرات. أُطلق على هذه اللعبة اسم سنرفر "snurfer" (التي تجمع بين الثلج وركوب الأمواج) من قبل زوجته نانسي وقد أثبتت اللعبة شعبيتها بين أصدقاء بناته لدرجة أن بوبين رخص الفكرة لشركة تصنيع وهي شركة برونزويك، التي باعت حوالي مليون لوح بشكله البدائي على مدار العقد التالي. وفي عام 1966 وحده تم بيع أكثر من نصف مليون لوح.
في فبراير 1968 نظم بوبين أول مسابقة سنرفينغ في منتجع للتزلج في ميشيغان والتي جذبت المتحمسين من جميع أنحاء البلاد. كان توم سيمز أحد هؤلاء الرواد الأوائل وهو من محبي التزلج على الألواح (وهي رياضة ولدت في الخمسينيات من القرن الماضي عندما قام الأطفال بربط عجلات حذاء التزلج على الألواح الصغيرة التي يقودونها عن طريق تغيير وزنهم). كطالب بالصف الثامن في هادونفيلد بنيو جيرسي في الستينيات، وصنع سيمز لوحًا على الجليد في فصل متجر مدرسته عن طريق لصق السجاد على الجزء العلوي من قطعة من الخشب وربط صفائح الألمنيوم بالقاع. وقد أنتج ألواح الثلج التجارية في منتصف السبعينيات.
لم يكن الرواد جميعهم من الولايات المتحدة. في عام 1976 طور عشاق التزلج الويلزي جون روبرتس وبيت ماثيوز ألواح الثلج الخاصة بهم لاستخدامها في منحدر التزلج الجاف المحلي.
خلال هذه الفترة نفسها أيضًا وفي عام 1977 أثار جيك بيرتون كاربنتر وهو مواطن من ولاية فيرمونت كان يتمتع بالشخير منذ سن 14 عامًا، إعجاب الجماهير في مسابقة غطس في ميشيغان باستخدام أدوات ربط كان قد صممها لتأمين قدميه على اللوح. في نفس العام أسس بيرتون سنوبوردسأو لوح الثلج في لندنديري بفيرمونت. وقد كانت ألواح الثلج مصنوعة من ألواح خشبية مرنة وتحتوي على مصائد قدم للتزلج على الماء. قلة قليلة من الناس اختاروا التزلج بلوح الثلج لأن سعر اللوحة كان يعتبر مرتفعًا للغاية عند 38 دولارًا ولم يُسمح به في العديد من تلال التزلج، ولكن في النهاية ستصبح بيرتون أكبر شركة للتزلج بلوح الثلج في هذا المجال. وأصبحت تصميمات بورتون المبكرة للألواح ذات الروابط هي السمات المهيمنة في التزلج بلوح الثلج.
في أوائل الثمانينيات من القرن الماضي ألكسي أوستاتنيغروش وأليكسي ميلنيكوف وهما اثنان من السنرفرز من الاتحاد السوفيتي، حصلوا على براءة اختراع لتغييرات التصميم في سنرفر للسماح بالقفز عن طريق ربط حبل بنجي، وربط أحادي القدم بذيل السنرفر، وتصميم ربط بطول قدمين لتحكم محسن.
كانت المسابقات الأولى التي قدمت جوائز مالية هي بطولة السنرفرينغ الوطنية والتي أقيمت في حديقة ولاية مسكيجون في موسكيجون بولاية ميشيغان. في عام 1979 جاء جيك بيرتون كاربنتر من ولاية فيرمونت للتنافس مع لوح الثلج من تصميمه الخاص. كانت هناك احتجاجات على دخول جيك بلوحة غير سنرفر. دعا بول جريفز وآخرون إلى السماح لجيك بالسباق. تم إنشاء قسم «مفتوح» «معدل» وفاز به جيك باعتباره المشارك الوحيد. كان هذا السباق يعتبر المسابقة الأولى لألواح الثلج وهو بداية لما أصبح الآن منافسًا للتزلج بلوح الثلج. احتل كين كامبنجا وجون أسموسن وجيم تريم المركز الأول والثاني والثالث على التوالي في المنافسة القياسية مع أفضل وقتين مجتمعين وهما 24.71 و25.02 و25.41 وفاز جيك كاربنتر بجوائز مالية بصفته المشارك الوحيد في القسم «المفتوح» بزمن قدره 26.35. في عام 1980 انتقل الحدث إلى منتزه باندو وينتر سبورتس بالقرب من غراند رابيدز بولاية ميشيغان بسبب نقص الثلج في ذلك العام في المكان الأصلي.
نظرًا لأن التزلج بلوح الثلج أصبح أكثر شيوعًا في السبعينيات والثمانينيات فإن الرواد مثل ديميتري ميلوفيتش (مؤسس وينترستيك خارج سولت ليك سيتي بيوتا)، وجيك بيرتون كاربنتر (مؤسس بيرتون لألواح الثلج من لندنديري بفيرمونت)، وتوم سيمز (مؤسس سيمز لألواح الثلج)، ديفيد كمبر (مؤسس كيمبر لألواح الثلج) ومايك أولسون (مؤسس جنو لألواح التزحلق على الجليد) ابتكروا تصميمات جديدة للوحات والآليات التي تطورت ببطء إلى ألواح الثلج وغيرها من المعدات ذات الصلة. من هذه التطورات تتكون معدات التزلج على الجليد الحديثة عادة من لوح تزلج مع روابط (bindings) متخصصة وأحذية.
في أبريل 1981 أقيمت مسابقة «ملك الجبل» على الجليد في منطقة سكي كوبر للتزلج في كولورادو. كان توم سيمز مع مجموعة متنوعة من المتزلجين الآخرين في ذلك الوقت حاضرين. ظهر أحد المشاركين على لوح تزلج محلي الصنع مع قاع فورمايكا تبين أنه لا ينزلق جيدًا على الثلج.
في عام 1982 أقيم أول سباق وطني على الجليد في الولايات المتحدة الأمريكية بالقرب من وودستوك بفيرمونت في سوسايدسيكس (Suicide Six). السباق الذي نظمه جريفز وفاز به دوج بوتون أول فريق متسابق في بيرتون.
في عام 1983 أقيمت أول مسابقة لبطولة العالم نصف أنبوب في صودا سبرينغز بكاليفورنيا. حيث قام توم سيمز مؤسس سيمز سنوبوردر بتنظيم الحدث بمساعدة مايك شانتري وهو مدرب التزلج على الجليد في صودا سبرينجز.
في عام 1985 أقيمت أول بطولة لكأس العالم في زورس بالنمسا، مما عزز الاعتراف بالتزلج على الجليد باعتباره رياضة تنافسية دولية رسمية.
في عام 1990 تم تأسيس الاتحاد الدولي للتزحلق على الجليد (ISF) لتوفير لوائح المسابقة العالمية. بالإضافة إلى ذلك تقدم جمعية التزلج على الجليد بالولايات المتحدة الأمريكية (USASA) إرشادات توجيهية وتدير مسابقات على الجليد في الولايات المتحدة اليوم، ويتم بث أحداث التزلج على الجليد رفيعة المستوى مثل ألعاب إكس الشتوية واير اند ستايل وبطولة الولايات المتحدة المفتوحة والألعاب الأولمبية وغيرها من الأحداث في جميع أنحاء العالم. فالعديد من منتجعات جبال الألب بها حدائق تضاريس.
في دورة الألعاب الأولمبية الشتوية لعام 1998 في ناغانو باليابان، أصبح التزلج على الجليد حدثًا أولمبيًا رسميًا. حيث كانت الفرنسية كارين روبي أول من فاز بميدالية ذهبية أولمبية للتزلج على الجليد للسيدات في أولمبياد 1998، بينما كان الكندي روس ريباجلياتي أول من يفوز بميدالية ذهبية أولمبية في التزلج على الجليد للرجال.
في البداية اعتمدت مناطق التزلج الرياضة بوتيرة أبطأ بكثير من الرياضات الشتوية العامة. وفي الواقع لسنوات عديدة كان هناك عداء بين المتزلجين والمتزلجين على الجليد، مما أدى إلى عداء مستمر بين المتزلجين والمتزلجين على الجليد. تم حظر ألواح التزحلق الأولى على المنحدرات من قبل مسؤولي المتنزه. لعدة سنوات كان على المتزلجين على الجليد إجراء تقييم صغير للمهارات قبل السماح لهم بركوب التلفريك. كان يعتقد أن المتزلج غير الماهر سيمسح الثلج من الجبل. في عام 1985 كانت نسبة 7 بالمائة فقط من مناطق التزلج في الولايات المتحدة تسمح بالتزلج على الجليد وبنسبة مماثلة في أوروبا. ومع تحسن المعدات والمهارات أصبح التزلج على الجليد تدريجياً أكثر قبولاً. في عام 1990 كان لمعظم مناطق التزلج الرئيسية منحدرات منفصلة للمتزلجين على الجليد. الآن ما يقرب من 97 ٪ من جميع مناطق التزلج في أمريكا الشمالية وأوروبا تسمح بالتزلج على الجليد، وأكثر من نصفها بها قفزات وقضبان وأنصاف أنابيب.
في عام 2004 كان للتزلج على الجليد 6.6 مليون مشارك نشط. وقال متحدث باسم الصناعة إن «الأطفال في سن الثانية عشرة هم من البالغين الذين يمارسون رياضة الركوب في الخارج». ذكرت نفس المقالة أن معظم المتزلجين على الجليد تتراوح أعمارهم بين 18 و24 عامًا وأن النساء يشكلن 25 ٪ من المشاركين.
كان هناك 8.2 مليون متزلج على الجليد في الولايات المتحدة وكندا لموسم 2009-2010. وكانت هناك زيادة بنسبة 10 ٪ عن الموسم السابق، وهو ما يمثل أكثر من 30 ٪ من جميع المشاركين في الرياضات الثلجية.
في 2 مايو 2012 أعلنت اللجنة البارالمبية الدولية أن التزلج على الجليد التكيفي (يُطلق عليه «التزلج على الجليد») سيظهر لأول مرة كحدث ميدالية للرجال والنساء في دورة الألعاب الأولمبية الشتوية للمعاقين 2014 التي تقام في سوتشي بروسيا.

## السلامة والاحتياطات
مثل بعض الرياضات الشتوية الأخرى، يأتي التزلج على الجليد بمستوى معين من المخاطر.
يبلغ معدل الإصابة عند التزلج على الجليد حوالي أربعة إلى ستة أشخاص لكل ألف شخص يوميًا، وهو حوالي ضعف معدل الإصابة في التزلج على جبال الألب. تكون الإصابات أكثر احتمالًا للحدوث بين المبتدئين، وخاصة أولئك الذين لا يأخذون دروسًا مع مدربين محترفين. ربع الإصابات تحدث للركاب لأول مرة ونصف الإصابات تحدث لمن تقل خبرتهم عن عام. الراكبون ذوو الخبرة أقل عرضة للإصابة، لكن الإصابات التي تحدث تميل إلى أن تكون أكثر خطورة.
ثلثا الإصابات تحدث في الجزء العلوي من الجسم وثلث الإصابات في الجزء السفلي من الجسم. هذا يتناقض مع التزلج على جبال الألب حيث ثلثي الإصابات في الجزء السفلي من الجسم. أكثر أنواع الإصابات شيوعًا هي الالتواءات، والتي تمثل حوالي 40٪ من الإصابات. النقطة الأكثر شيوعًا للإصابة هي الرسغين - 40٪ من جميع إصابات لوح التزلج هي في الرسغين و24٪ من جميع إصابات لوح التزلج هي كسور الرسغ. ويوجد حوالي 100000 كسر في المعصم في جميع أنحاء العالم بين المتزلجين على الجليد كل عام. ولهذا السبب يوصى بشدة باستخدام واقيات المعصم، سواء كانت منفصلة أو مدمجة في القفازات. غالبًا ما تكون إلزامية في فصول المبتدئين ويقلل استخدامها من احتمالية إصابة المعصم بمقدار النصف. بالإضافة إلى ذلك من المهم أن يتعلم المتزلجون على الجليد كيفية السقوط دون إيقاف السقوط بأيديهم من خلال محاولة «دفع» المنحدر بعيدًا، حيث إن هبوط الرسغ الذي ينثني بزاوية 90 درجة يزيد من فرصة كسره. بدلاً من ذلك فإن الهبوط مع فرد الذراعين (مثل الجناح) وصفع المنحدر بالذراع بالكامل طريقة فعالة لكسر أو قطع السقوط. هذه هي الطريقة التي يستخدمها ممارسو الجودو وفنون القتال الأخرى لكسر السقوط عندما يقذفهم أحد شركاء التدريب على الأرض.
خطر إصابة الرأس أكبر بمرتين إلى ستة أضعاف بالنسبة للمتزلجين على الجليد مقارنة بالمتزلجين الآخرين والإصابات تتبع نمط كونها نادرة ولكنها أكثر حدة مع المتزلجين ذوي الخبرة. يمكن أن تحدث إصابات الرأس نتيجة الاصطدام وعند الفشل في تنفيذ انعطاف جانب الكعب. إذ يمكن أن يؤدي هذا الأخير إلى هبوط المتزلج على ظهره وضرب مؤخرة رأسه على الأرض، مما يؤدي إلى إصابة في الرأس القذالي (مؤخرة الرأس). ولهذا السبب يوصى باستخدام الخوذ على نطاق واسع. ويوصى أيضًا باستخدام النظارات الواقية لأن إصابة العين يمكن أن تكون ناجمة عن الصدمة ويمكن أن يكون العمى الثلجي نتيجة للتعرض لضوء قوي فوق البنفسجي في المناطق المغطاة بالثلوج. ويوصى بارتداء نظارات واقية من الأشعة فوق البنفسجية حتى في الأيام الضبابية أو الملبدة بالغيوم حيث يمكن للضوء فوق البنفسجي اختراق السحب.
على عكس روابط التزلج لم يتم تصميم روابط التزلج على الجليد ليتم تحريرها تلقائيًا في السقوط. إن الدعم الميكانيكي الذي توفره القدم التي يتم قفلها باللوحة له تأثير في تقليل احتمالية إصابة الركبة - و15٪ من إصابات التزلج على الجليد تقع في الركبة، مقارنة بـ 45٪ من جميع إصابات التزلج. عادة ما تكون هذه الإصابات في أربطة الركبة، ونادرًا ما تكون كسور العظام. كما أنه من النادر حدوث كسور في أسفل الساق ولكن 20٪ من الإصابات تحدث في القدم والكاحل. كسور عظم الكاحل نادرة في الرياضات الأخرى ولكنها مسؤولة عن 2٪ من إصابات لوح التزلج - كسر عظم الكاحل يسمى أحيانًا «كاحل لوح التزلج» من قبل الطاقم الطبي. إذ تؤدي هذه الإصابة المعينة إلى ألم جانبي مستمر في الكاحل المصاب، ومع ذلك يصعب اكتشافه في صورة الأشعة السينية العادية. قد يتم تشخيصه بشكل خاطئ على أنه مجرد التواء، مع احتمال حدوث عواقب وخيمة لأن عدم علاج الكسر يمكن أن يؤدي إلى تلف خطير طويل الأمد في الكاحل. وتمت مراجعة استخدام الموجات فوق الصوتية المحمولة لتشخيص سفوح الجبال ويبدو أنها أداة معقولة لتشخيص بعض الإصابات الشائعة المرتبطة بهذه الرياضة.
تحدث أربعة إلى ثمانية بالمائة من إصابات التزلج على الجليد أثناء انتظار الشخص في طوابير رفع التزلج أو الدخول إلى مصاعد التزلج والخروج منها. يدفع المتزلجون على الجليد أنفسهم للأمام بقدم حرة أثناء تواجدهم في خط رفع التزلج، تاركين القدم الأخرى (عادةً تلك الخاصة بالساق الأمامية) مقفلة على اللوح بزاوية 9-27 درجة، مما يضع قوة عزم دوران كبيرة على هذه الساق ويهيئها لإصابة الشخص في الركبة في حالة حدوث السقوط. وتم تصميم الأجهزة الدوارة لربط لوح التزلج لتقليل قوة عزم الدوران، وكانت الوقفة السريعة هي الأولى التي تم تطويرها في عام 1995. وهي تسمح للمتزلجين على الجليد بتحويل القدم المقفلة مباشرة في اتجاه طرف لوح التزلج دون إزالة الحذاء من رابط التمهيد.
تشكل الانهيارات الجليدية خطرًا واضحًا عند التواجد على المنحدرات الجبلية الثلجية. ومن الأفضل أن تتعلم الأنواع المختلفة من الانهيارات الثلجية، وكيفية منع التسبب في حدوثها، وكيفية التصرف عند حدوثها. أيضًا عند الخروج على الجليد يجب أن يكون لدى جميع الذين يمارسون نشاطًا مع زيادة فرص الإصابة معرفة أساسية بالإسعافات الأولية ومعرفة كيفية التعامل مع الإصابات التي قد تحدث.
يجب أن تكون أحذية التزلج على الجليد مُجهزة جيدًا، مع إحكام أصابع القدم في نهاية الحذاء عند الوقوف في وضع مستقيم وبعيدًا قليلاً عن النهاية عندما تكون في وضع التزلج على الجليد. ويوصى باستخدام حشوة أو «درع» على أجزاء أخرى من الجسم مثل الوركين والركبتين والعمود الفقري والكتفين. وذلك للمساعدة في تجنب إصابة أجزاء الجسم وخاصة الركبتين، كما يوصى باستخدام التقنية الصحيحة. ولاكتساب التقنية الصحيحة يجب أن يدرس المرء من قبل مدرب مؤهل. وأيضًا عند التزلج على الجليد لوحده بدون مرافق يجب اتخاذ الاحتياطات لتجنب آبار الأشجار، وهي منطقة خطرة بشكل خاص من الثلوج السائبة التي قد تتشكل عند قاعدة الأشجار.
كما يلزم بعض الحذر عند تشميع اللوح؛ لأن شمع الفلوروكربون تنبعث منها أبخرة سامة عند ارتفاع درجة حرارتها. ومن الأفضل إجراء عملية التشميع في منطقة جيدة التهوية مع الحرص على استخدام الشمع في درجة الحرارة الصحيحة - إذ يجب إذابة الشمع ولكن لا يجب أن يدخن أو يحترق.
في دراسة أجريت لفحص أنواع إصابات التزلج على الجليد والتغيرات في أنماط الإصابات بمرور الوقت، تم جمع البيانات عن المتزلجين على الثلج والمتزلجين الآخرين المصابين في عيادة أساسية في منتجع تزلج في فيرمونت على مدار 18 موسمًا (1988-2006) وتضمنت بيانات شاملة المعلومات حول أنماط الإصابة والتركيبة السكانية والخبرة. وفي ختام الدراسة كان أعلى معدل للإصابة بين المتزلجين الصغار وعديمي الخبرة على الجليد والسيدات. تقلبت معدلات الإصابة في المتزلجين على الجليد بمرور الوقت ولكنها لا تزال أعلى من المتزلجين الآخرين. ولم يتم العثور على دليل على أن أولئك الذين يقضون وقتًا أطول في حدائق التضاريس يمثلون تمثيلًا زائدًا في احتمالية أعداد المصابين.